# Sverre Boucht
Sverre Boucht, född 23 april 1903 i Vasa, död 18 juli 1995, var en finländsk jurist.
Boucht, som var son till hovrättsrådet Harald Boucht och Beda Irene Finnilä, blev student 1922, avlade högre rättsexamen 1929 och blev vicehäradshövding 1932. Han blev hovrättskanslist vid Vasa hovrätt 1935, notarie 1937, fiskal 1944, sekreterare 1947, hovrättsassessor 1949, samt var häradshövding i Alavo domsaga 1953–1957 och i Närpes domsaga från 1957. Han var uppbådssekreterare 1935–1947 och ordförande i förmyndarnämnden i Vasa 1941–1945. Han var ordförande i styrelsen för Österbottens historiska museum 1952–1953.